# Apophylia porraceipennis
Apophylia porraceipennis es un insecto coleóptero de la familia Chrysomelidae.
Fue descrita científicamente por primera vez en 1889 por Allard.